# HMS Wren (U28)
«Врен» (англ. HMS Wren (U28) — військовий корабель, шлюп типу «Блек Свон» Королівського військово-морського флоту Великої Британії за часів Другої світової війни.
Шлюп «Врен» був закладений 27 лютого 1941 року на верфі компанії William Denny and Brothers у Дамбартоні. 11 серпня 1942 року він був спущений на воду, а 4 лютого 1943 року увійшов до складу Королівських ВМС Великої Британії.
Корабель взяв активну участь у бойових діях на морі в Другій світовій війні, бився у Північній Атлантиці, біля берегів Франції, Англії та Норвегії, супроводжував арктичні та атлантичні конвої і підтримував висадку військ в операції «Нептун». За два роки бойових дій узяв участь у знищенні 5 німецьких субмарин (U-449, U-462, U-504, U-473 і U-608), які потопив у взаємодії з британськими кораблями.
За проявлену мужність та стійкість у боях бойовий корабель заохочений чотирма бойовими відзнаками.